# Phân họ Cá chìa vôi
Cá chìa vôi, cá ngựa nước ngọt, cá hải long hay cá ngựa xương (Syngnathinae) là một phân họ của họ Cá chìa vôi và có quan hệ họ hàng với loài cá ngựa.

## Các chi
- Acentronura Kaup, 1853
- Amphelikturus Parr, 1930
- Anarchopterus Hubbs, 1935
- Apterygocampus Weber, 1913
- Bhanotia Hora, 1926
- Bryx Herald, 1940
- Bulbonaricus Herald in Schultz, Herald, Lachner, Welander and Woods, 1953
- Campichthys Whitley, 1931
- Choeroichthys Kaup, 1856
- Corythoichthys Kaup, 1853
- Cosmocampus Dawson, 1979
- Doryichthys Kaup, 1853
- Doryrhamphus Kaup, 1856
- Dunckerocampus Whitley, 1933
- Enneacampus Dawson, 1981
- Entelurus Duméril, 1870
- Festucalex Whitley, 1931
- Filicampus Whitley, 1948
- Halicampus Kaup, 1856
- Haliichthys Gray, 1859
- Heraldia Paxton, 1975
- Hippichthys Bleeker, 1849—river pipefishes
- Hypselognathus Whitley, 1948
- Ichthyocampus Kaup, 1853
- Idiotropiscis Whitely, 1947
- Kaupus Whitley, 1951
- Kimblaeus Dawson, 1980
- Kyonemichthys
- Leptoichthys Kaup, 1853
- Leptonotus Kaup, 1853
- Lissocampus Waite and Hale, 1921
- Maroubra Whitley, 1948
- Micrognathus Duncker, 1912
- Microphis Kaup, 1853—freshwater pipefishes
- Minyichthys Herald and Randall, 1972
- Mitotichthys Whitley, 1948
- Nannocampus Günther, 1870
- Nerophis Rafinesque, 1810
- Notiocampus Dawson, 1979
- Penetopteryx Lunel, 1881
- Phoxocampus Dawson, 1977
- Phycodurus Gill, 1896
- Phyllopteryx Swainson, 1839
- Pseudophallus Herald, 1940—fluvial pipefishes
- Pugnaso Whitley, 1948
- Siokunichthys Herald in Schultz, Herald, Lachner, Welander and Woods, 1953
- Solegnathus Swainson, 1839
- Stigmatopora Kaup, 1853
- Stipecampus Whitley, 1948
- Syngnathoides Bleeker, 1851
- Syngnathus Linnaeus, 1758—seaweed pipefishes
- Trachyrhamphus Kaup, 1853
- Urocampus Günther, 1870
- Vanacampus Whitley, 1951